# Frank Setzer
Frank Setzer (* 23. August 1974 in Rostock) ist ein deutscher Forstwissenschaftler und Hochschullehrer.

## Leben
Setzer studierte von 1994 bis 1999 Forstwissenschaften an der Technischen Universität Dresden. Das Studium schloss er als Diplom-Forstwirt ab. In der Zeit von 2000 bis 2004 war er Wissenschaftlicher Mitarbeiter an der TU Dresden im Bereich der Professur für forstliche Betriebswirtschaftslehre, von 2004 bis 2007 an der Bundesforschungsanstalt für Forst- und Holzwirtschaft am Institut für Ökonomie in Hamburg. Von 2000 bis 2006 studierte er zudem Wirtschaftswissenschaften an der Fernuniversität Hagen. Daneben ist er seit 2000 Gesellschafter und Forstsachverständiger bei der TSS-Forstplanung – Thode, Setzer, Spinner & Partner. 2005 wurde er an der TU Dresden mit der Dissertation Unschärfe als Erklärung für das Verhalten eines Waldinvestors am Beispiel der Verjüngungs- und Einschlagsentscheidung promoviert.
Setzer war von 2007 bis 2013 Fachgebietsleiter Forstwirtschaft und Bioenergie bei der Deutschen Landwirtschafts-Gesellschaft (DLG) in Frankfurt am Main. 2012 wurde er außerdem öffentlich bestellter und vereidigter Sachverständiger für das Sachgebiet Bestands- und Bodenbewertung (Forst) in Sachsen. 2013 folgte er einem Ruf als Professor für Forstpolitik und Umweltrecht an die Fakultät Landschaftsarchitektur, Gartenbau und Forst der Fachhochschule Erfurt. 2015 wurde er dort Vizepräsident für Forschung und Lehre, 2019 erster Stellvertreter des Präsidenten und seit 30. Juni 2021 ist er Präsident der Fachhochschule.

## Werke (Auswahl)
- mit Karsten Spinner: Wald im Nebenerwerb: wenig Aufwand – gutes Geld, 2. Auflage, DLG-Verlag, Frankfurt am Main 2015, ISBN 978-3-7690-2043-4.
- mit Dirk Landgraf: Kurzumtriebsplantagen: Holz vom Acker – so geht’s, DLG-Verlag, Frankfurt am Main 2012, ISBN  	978-3-7690-2005-2.
- mit Karsten Spinner: Waldbesitzerhandbuch: mit besonderen Hinweisen für brandenburger Waldbesitzer, Neumann-Neudamm, Melsungen 2006, ISBN 978-3-7888-1034-4.
- Unschärfe als Erklärung für das Verhalten eines Waldinvestors am Beispiel der Verjüngungs- und Einschlagsentscheidung, TUDpress, Dresden 2005, ISBN 978-3-937672-80-9.